# Леопардов Микола Олександрович
Леопардов Микола Олександрович (1820–12.08.1895) – колекціонер, меценат. 

## Життєпис
Народився у Вологодській губернії (Росія) в сім'ї священика. Закінчив Вологодську духовну семінарію. Від 1842 служив у Петерб. духовній консисторії (див. Консисторія), з 1845 – у комісаріатському департаменті Морського міністерства. Попечитель к-ту кронштадтського сирітського будинку (1868). Вийшовши у відставку (1878), оселився в Києві. Як незалежний дослідник захоплювався передісторією Русі та наддніпрянськими старожитностями. Збирав здебільшого церковну старовину. Мав ікони (60 одиниць), хрести, потири, дарохранительниці, енколпіони (нагрудні ковчежці різної форми – прямокутні, круглі або хрестоподібні – із зображенням Ісуса Христа чи святих), рукописи (з 15 ст.), портрети (29 одиниць), картини, рос., греко-римські та візантійські монети (9 тис. одиниць) тощо. У співавт. з М.Чернєвим (1858–99) видав 6 випусків (4 у 1-й серії і 2 у 2-й) альбому "Сборник снимков с предметов древности, находящихся в Киеве в частных руках" (Київ, друкарня С.Кульженка, 1890–93; містять також описи таблиць, знімків та історичні нотатки). Майже усю свою колекцію 1894 та 1895 передав Церковно-археологічному музею при Київській духовній академії, решта надійшла після його смерті. Заповів 10 тис. рублів на заснування стипендій у Київській духовній академії. Значні суми пожертвував Червоному Хресту, дитячим притулкам тощо.
Помер у м. Київ. Похований на Аскольдовій могилі.
Не маючи прямих нащадків, дружина Л. (п. 1903) продовжила доброчинну діяльність чоловіка. Великі кошти було залишено Київському доброчинному товариству, Товариству опіки над сліпими й глухонімими тощо.